# Gajusz Skryboniusz Kurion (konsul 76 p.n.e.)
Caius Scribonius Curio (ur. ok. 125 p.n.e., zm. 53 p.n.e.) – rzymski polityk z I w. p.n.e. należący do stronnictwa optymatów, uczestnik I wojny z Mitrydatesem, konsul w 76 p.n.e. i dobry mówca.
Dla odróżnienia od swego ojca i syna zwany jest Kurionem-ojcem (pater).

## Życiorys
Gajusz Skryboniusz Kurion był synem Gajusza Skryboniusza Kuriona pretora z 121 p.n.e., który zmarł, gdy jego syn był jeszcze chłopcem. Zwany był Burbulejusz (Burbulieus od pewnego aktora) ze względu na sposób poruszania ciałem podczas przemawiania. Znany był jako mówca publiczny przemawiający czystą, nienaganną łaciną. Jego charakterystykę jako mówcy przedstawił Cyceron w dialogu Brutus.
W 90 p.n.e. został trybunem ludowym. Służył w armii pod Sullą w Grecji jako legat, w czasie kampanii przeciwko Archelaosowi, dowódcy Mitrydatesa. W 87 p.n.e. otrzymał zadanie blokowania Arystiona, tyrana Aten, który przejął władzę w mieście i zawarł sojusz z Archealosem. Następnie po szturmie na Ateny w 86 p.n.e., oblegał Arystiona, który zajął pozycję na Akropolu. Oblężenie zakończyło poddanie się Arystiona, któremu wyczerpały się zapasy wody i żywności. Arystion został pojmany a jego straż przyboczna wybita. W 85 p.n.e. otrzymał od Sulli zadanie przywrócenia Nikomedesowi Bitynii a Ariobarzanesowi Kapadocji. Następnie w 84 p.n.e. walczył jako legat w Azji podczas kampanii przeciw Mitrydatesowi.
W 81 lub 80 p.n.e. był pretorem. W 78 p.n.e. zaproponował w senacie wysłanie grupy przedstawicieli do Erytrei w Jonii, w celu odtworzenia Ksiąg Sybillińskich, które spłonęły w czasie pożaru Kapitolu 6 lipca 83 p.n.e. Wysłano komisję złożoną z trzech prawdopodobnie kwindecemwirów: Publiusza Gabiniusza, Markusa Otacyliusza i Lucjusza Waleriusza, którzy zebrali tysiąc wersów od osób prywatnych. Poszukiwania prowadzono także na Samos, w Afryce, na Sycylii i w koloniach italskich.
W 76 p.n.e. był konsulem razem z Gnejuszem Oktawiuszem. Po zakończeniu konsulatu został wysłany do Macedonii jako namiestnik. W latach 75–73 p.n.e. prowadził walki z Dardanami. Wyruszył z Dyrrachium i kierując się via Egnatia, wtargnął doliną rzeki Wardar do dzisiejszej Serbii i jako pierwszy dowódca rzymski dotarł w 74 p.n.e. do Dunaju w rejonie Banatu, ale nie przeprawił się na drugą stronę. Jego armia wkroczyła na tereny Mezów, którzy mieszkali po obu stronach rzeki Timakus. W 72 lub 71 p.n.e. odbył triumf po zwycięstwie nad Dardanami i Mezami. W 70 p.n.e. jako namiestnik Macedonii zwyciężył Traków.
Razem z konsularami Publiuszem Serwiliuszem Watią Izauryckim, Gajuszem Kassjuszem Warrusem i Gnejuszem Korneliuszem Lentulusem popierał wniosek Gajusza Maniliusza o przekazaniu Pompejuszowi dowództwa na Wschodzie w wojnie z Mitrydatesem.
Prawdopodobnie w 61 p.n.e. był cenzorem. Od 61 lub 57 p.n.e. był najwyższym kapłanem (Pontifex Maximus). Miał opinię autorytetu w sprawach religijnych. Warron uczynił go tytułowym bohaterem swego dzieła Curio de cultu deorum.
Był przyjacielem Cycerona i wspierał go w czasie sprzysiężenia Katyliny, gdy opowiadał się za karą śmierci dla spiskowców. Przemawiał w obronie Klodiusza, który był sądzony za wywołanie skandalu podczas misteriów Dobrej Bogini (Bona Dea). Chociaż Cyceron przemawiał przeciwko Klodiuszowi i Kurionowi, to nie wpłynęło na ich przyjaźń. Był zaciekłym przeciwnikiem Cezara i napisał przeciwko niemu dialog, w którym skrytykował jego konsulat i życie prywatne.
W czasach Sulli kupił luksusową nadmorską willę Mariusza.
Zmarł w 53 p.n.e. Jego synem był Gajusz Skryboniusz Kurion trybun ludowy w 50 p.n.e. i stronnik Cezara w wojnie domowej z Pompejuszem.